# Arctoseius koltschaki
Arctoseius koltschaki (лат.) — вид клещей из отряда Mesostigmata (Ascoidea).
Эндемик России (Арктика и Сибирь): Чукотский полуостров, Новая Земля, Таймыр, Кольский полуостров, остров Колгуев, Якутия, Западные Саяны.
Клещи желтовато-коричневого цвета длиной около 0,5 мм. Идиосома имеет вытянутую зауженную форму с очень мелкой пунктировкой (дорзум гладкий). Размер спинного диска самок 528—616 × 248—304 мкм (у самцов 446—552 × 228—260). Ноги сравнительно длинные, наибольший размер имеют первая и четвёртая пары (у самок I 512—624, II 432—480, III 352—424, IV 512—592; у самцов I 492—596, II 364—432, III 336—416, IV 472—568).
Обитает в сухой и влажной тундре, на болотах и различных лугах, включая зоогенные (например, в местах обитания песцов и леммингов), в лиственничных древостоях и зарослях кустарников (Salix spp., рододендрон золотистый, кедровый стланик).
Вид был впервые описан в 2013 году российским акарологом Ольгой Макаровой (ИПЭЭ РАН, Москва) и канадским биологом Эвертом Линдквистом (Evert E. Lindquist; Canadian National Collection of Insects, Arachnids and Nematodes, Оттава) и назван в честь адмирала Александра Колчака, одного из руководителей белого движения и полярного исследователя.